# ریسلند (کنتاکی)
ریسلند (به انگلیسی: Raceland) شهری در ایالت کنتاکی کشور ایالات متحده آمریکا است که جمعیت آن در سرشماری سال ۲۰۱۰ میلادی، ۲٬۴۲۴ نفر بوده‌است.